# Ballyquintin Point
Ballyquintin Point är en udde i Storbritannien.   Den ligger i distriktet Ards and North Down och riksdelen Nordirland, i den västra delen av landet, 500 km nordväst om huvudstaden London.
Terrängen inåt land är platt. Havet är nära Ballyquintin Point åt sydost.  Närmaste större samhälle är Downpatrick, 14,0 km väster om Ballyquintin Point. 